# Белрив сир Алије
Белрив сир Алије (фр. Bellerive-sur-Allier) насеље је и општина у централној Француској у региону Оверња, у департману Алије која припада префектури Виши.
По подацима из 2011. године у општини је живело 8530 становника, а густина насељености је износила 449,66 становника/km². Општина се простире на површини од 18,97 km². Налази се на средњој надморској висини од 280 метара (максималној 337 m, а минималној 247 m).

## Демографија
| 1962. | 1968. | 1975. | 1982. | 1990. | 1999. | 2011. |
| ----- | ----- | ----- | ----- | ----- | ----- | ----- |
| 5.060 | 5.953 | 7.317 | 8.188 | 8.543 | 8.448 | 8.530 |

График промене броја становника у току последњих година

## Партнерски градови
- Хадамар
- Импрунета